# Гербовецький Успенський монастир
Гербовецький Успенський монастир (рум. Mănăstirea Hîrbovăț) — чоловічий монастир Унгенської та Ниспоренської єпархії Молдовсько-Кишинівської митрополії Російської православної церкви в селі Гербовець (Хирбовець) Калараського району Молдови.

## Історія
За переказами, монастир був заснований у XVII столітті як скит ченцями Бершадського Преображенського монастиря, що втікали від переслідування з боку уніатів. Згідно з легендою один із цих ченців на ім'я Іоаннікій був горбатий (рум. гырбовит), що і дало назву монастирю. У 1730 році скит був відновлений (за іншою версією, заснований) боярином Костянтином Карпузом. Тоді ж було збудовано дерев'яну Успенську церкву.
Скит був тричі спалений турками та татарами. Під час останньої пожежі 1812 року було втрачено весь монастирський архів. У 1813 році скит увійшов до складу новоствореної Кишинівської та Хотинської єпархії Російської православної церкви і перетворений на позаштатний гуртожильний монастир.
У 1816 році коштом начальника кишинівської жандармерії Стефана Лупу (що пізніше прийняв схиму з ім'ям Серапіон) був побудований кам'яний Успенський храм. У 1860—1872 у монастирі перебував на спокої колишній архієпископ Могилівський Анатолій (Мартинівський). Тут він помер і був похований. За архімандритів Ієронімі та Нафанаїлі було збудовано кам'яний собор Зіслання Святого Духа, освячений у 1870 році. У 1872 в монастирі відкрито духовне училище.
1954 року в монастирі було 120 ченців. У 1962 році монастир ліквідовано радянською владою. Монастирське майно було конфісковано. Книги, ікони та церковне начиння вивезли та спалили на околиці села. Частину книг та начиння вдалося врятувати ігумену Веніаміну (Гросу).
У 1960-1980-х роках у приміщеннях монастиря розташовувалася школа для психічно хворих дітей. В Успенській церкві було влаштовано склад, а в Свято-Духівській церкві — клуб. У 1988—1989 роках шкільна адміністрація розпочала відновлення монастиря. У 1992 році школу було закрито. Наказом Міністерства науки і освіти Республіки Молдова від 11 червня 1993 року будівлі монастиря повернуто Церкві. Рішенням Священного синоду Російської православної церкви від 5 травня 1995 року монастир було знову відкрито.

## Настоятелі
- Архімандрит Серафим (1805—1827)
- Архімандрит Іоаннікій (1827—1851)
- Архімандрит Митрофан (1851—1852)
- Архімандрит Тихін (1852—1853)
- Ігумен Геронтій (1853—1857)
- Архімандрит Ієронім (1857—1863)
- Архімандрит Нафанаїл (1863—1873)
- Архімандрит Серафим (1873—1875)
- Ігумен Леонід (1875—1879)
- Архімандрит Іларіон (1879—1885)
- Ігумен Сінісій (1885—1887)
- Ігумен Ісая (1887—1888)
- Ієромонах Никодим (1888—1890)
- Архімандрит Паїсій (1890—1891)
- Ігумен Леонід (1891—1893)
- Архімандрит Інокентій (1893—1906)
- Архімандрит Феогност (1906)
- Архімандрит Феогност (1918)
- Ігумен Серафим (до 1992)
- Ігумен Нікандр (Мунтяну)
- Архімандрит Іоанн (Мошнегуцу)[3]
- Ігумен Сава (Бурдужа)
- Архімандрит Спірідон (Марин)

Рішенням Священного Синоду від 26 грудня 2012 року на посаді священноархімандрита монастиря затверджено єпископа Унгенського і Ніспоренського Петра (Мустяце).

## На грошах та марках

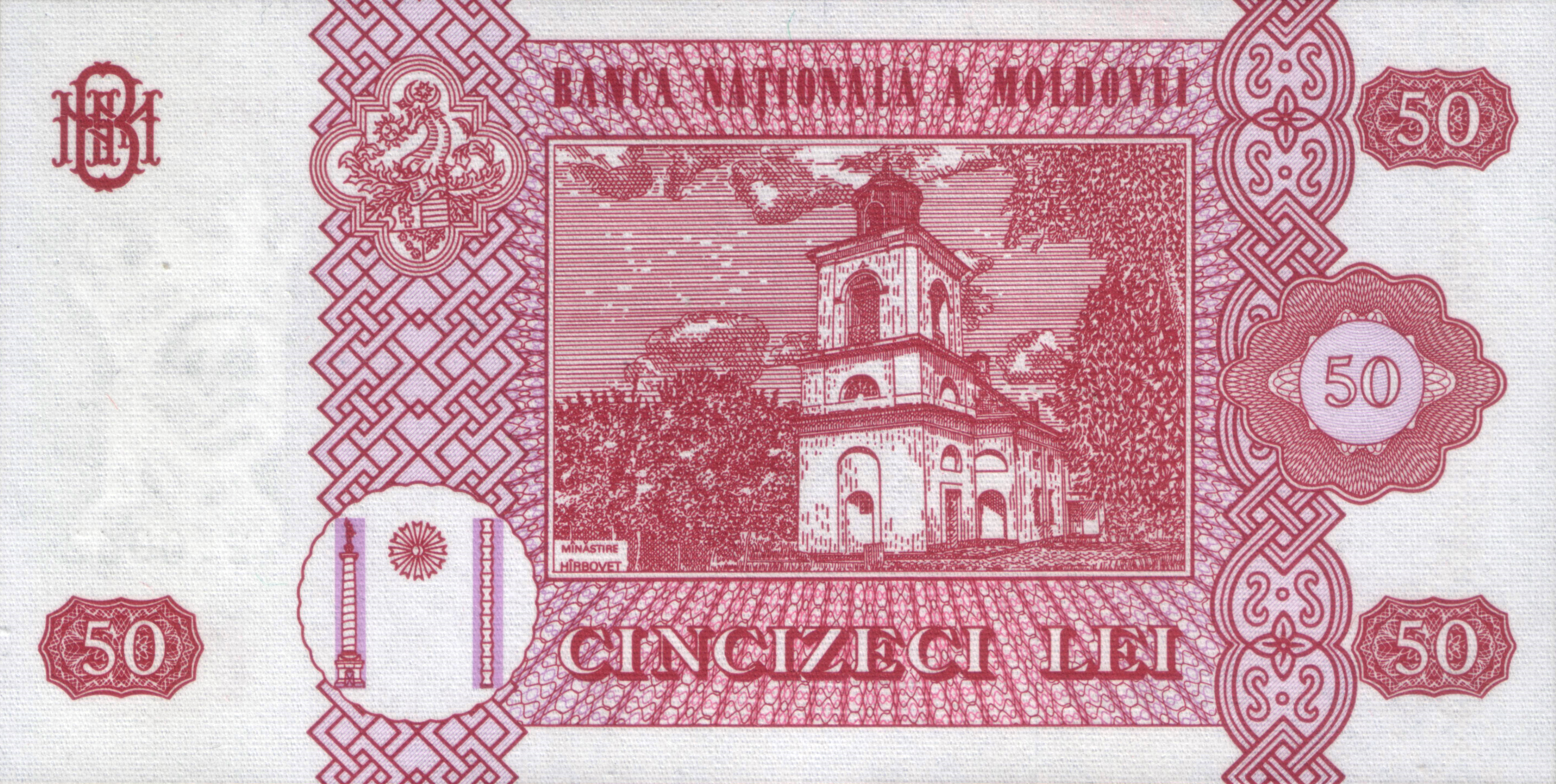
Банкнота 50 лей
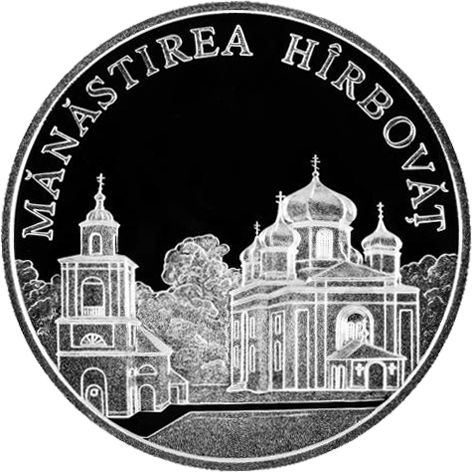
Пам'ятна монета 50 лей (2000 рік)
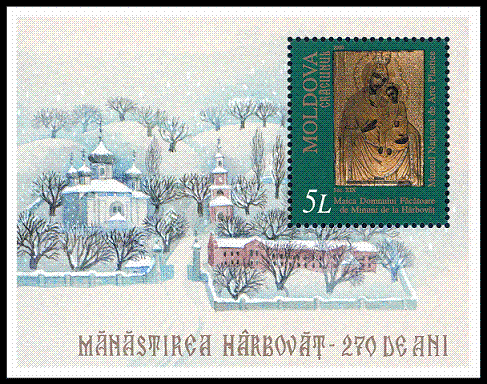
Молдавська марка (2000 рік)